# Harpagobroma
Harpagobroma is een vliegengeslacht uit de familie van de roofvliegen (Asilidae).

## Soorten
- H. fumosum Hull, 1962